# GBI: German Bold Italic
«GBI: German Bold Italic» es una canción del Dj japonés Towa Tei, con la colaboración de la cantante australiana Kylie Minogue. Con el mayor éxito de Towa Tei (Groove Is In The Heart), estaba siendo muy conocido en Nueva York y mundialmente, mientras que Minogue estaba en su peor momento (en ventas) y decidió colaborar con Towa Tei. Minogue volvió a colaborar con él para el tema Sometime Samurai.

## Vídeo musical
El vídeo es uno de los más extraños de Minogue hasta la fecha (se puede decir el más extraño), además de no estar en ningún recopilatorio, aunque se lo puede ver en una versión remix en el DVD KylieFeverTour 2002.
El vídeo dirigido por el novio de Minogue en ese momento, Stéphane Sednaoui, trata sobre Minogue vestida de geisha caminando por la ciudad de Nueva York.

## En vivo
Minogue incluyó la canción en dos de sus giras mundiales.
- KylieFeverTour 2002 (en Remix)
- KylieX2008 (extractos en el comienzo de Sometime Samurai)

## Posicionamiento
| Listas (2010)            | Posición máxima |
| ------------------------ | --------------- |
| Australian Singles Chart | 50              |
| Japan Singles Chart      | 20              |
| Uk Single Chart          | 63              |